# 郑建邦
郑建邦（1957年1月—），湖南石门人，中华人民共和国政治人物，副国级领导人。现任第十四届全国人大常委会副委员长，兼任中国国民党革命委员会中央委员会主席，曾任第十三届全国政协副主席。原中华民国国军将领郑洞国之孙。

## 生平
1982年毕业于东北师范大学政治教育系经济学专业。加入中国国民党革命委员会，曾先后担任民革中央宣传部干部、主任科员、副处长，民革中央联络部副处长、二处处长、副部长。2000年，任民革中央联络部部长。2008年，当选第十一届全国政协常务委员，代表中国国民党革命委员会，分入第四组。并担任港澳台侨委员会专委。
2010年，任民革中央专职副主席兼联络部部长。2012年，免兼民革中央联络部部长。2017年，当选民革中央常务副主席。
2018年1月，当选第十三届全国政协委员。2018年3月，当选全国政协副主席，成为党和国家领导人。
2022年12月10日，当选民革十四届中央主席。2023年3月10日，在第十四届全国人民代表大会上，当选为全国人大常委会副委员长。